# دانیل لاپاین
دانیل لاپاین (به انگلیسی: Daniel Lapaine) (زاده ۱۵ ژوئن ۱۹۷۱) بازیگر استرالیایی است.
از فیلم‌های معروف او می‌توان به بازی در فیلم آخرین شانس هاروی، قصر ویران‌شده، مخاطره مضاعف، عروسی موریل، عروسی لهستانی و هلن تروآ اشاره کرد.